# Mpade (Sprache)
Mpade (auch Makari genannt) ist eine tschadische Sprache, die in der Region Extrême-Nord in Kamerun westlich von Kousséri sowie im Tschad nördlich der Hauptstadt N'djamena gesprochen wird.
Sie zählt zu den Kotoko-Sprachen und teilt sich in die fünf Dialekte Bodo, Digam, Shewe, Woulki sowie das eigentliche Mpade auf. Mpade selbst wird in der Stadt Makari in Kamerun gesprochen, Bodo und Woulki in den gleichnamigen Ortschaften. Der Dialekt Shewe wird in Mani im Tschad direkt an der Grenze zu Kamerun, am Fluss Schari gesprochen.
Ethnologue listet die Sprache als „6b (Gefährdet)“, laut Henry Tourneux wurde die Sprache im Jahre 2004 von 16.000 Menschen beherrscht, sie ist damit die größte der Kotoko-Sprachen. Viele Kotoko sprechen inzwischen Shuwa-Arabisch, das als Verkehrssprache die einheimischen Sprachen und Dialekte immer weiter verdrängt. Die Sprache Mpade wird vor allem zu Hause gesprochen, dort allerdings von allen Altersgruppen. Der Stellung der Sprache ist verglichen mit den anderen Kotoko-Sprachen wie z. B. Maslam noch recht gut.
Die Sprache wird in lateinischer Schrift geschrieben, allerdings ist die Alphabetisierungsrate der Muttersprachler sehr gering. Es werden inzwischen Grammatik und Dichtkunst unterrichtet, zudem wurden Teile der Bibel ins Mpade übersetzt.